# Sphingonotus sublaevis
Sphingonotus sublaevis är en insektsart som först beskrevs av Bolívar, I. 1908.  Sphingonotus sublaevis ingår i släktet Sphingonotus och familjen gräshoppor. IUCN kategoriserar arten globalt som livskraftig. Inga underarter finns listade i Catalogue of Life.